# الغارات الفيتنامية على الحدود الكمبودية التايلاندية
الغارات الفيتنامية على الحدود الكمبودية التايلاندية (بالفيتنامية:Xung đột Thái Lan-Việt Nam 1982-1988) (بالتايلندية:เหตุปะทะชายแดนไทย–เวียดนาม) ، هي الغارة العسكرية الفيتنامية على بقايا الخمير الحمر عند الحدود الكمبودية التايلاندية من عام 1979م إلى عام 1989م، وبعدها أستسلم خمير الحمر للقوات الفيتنامية.

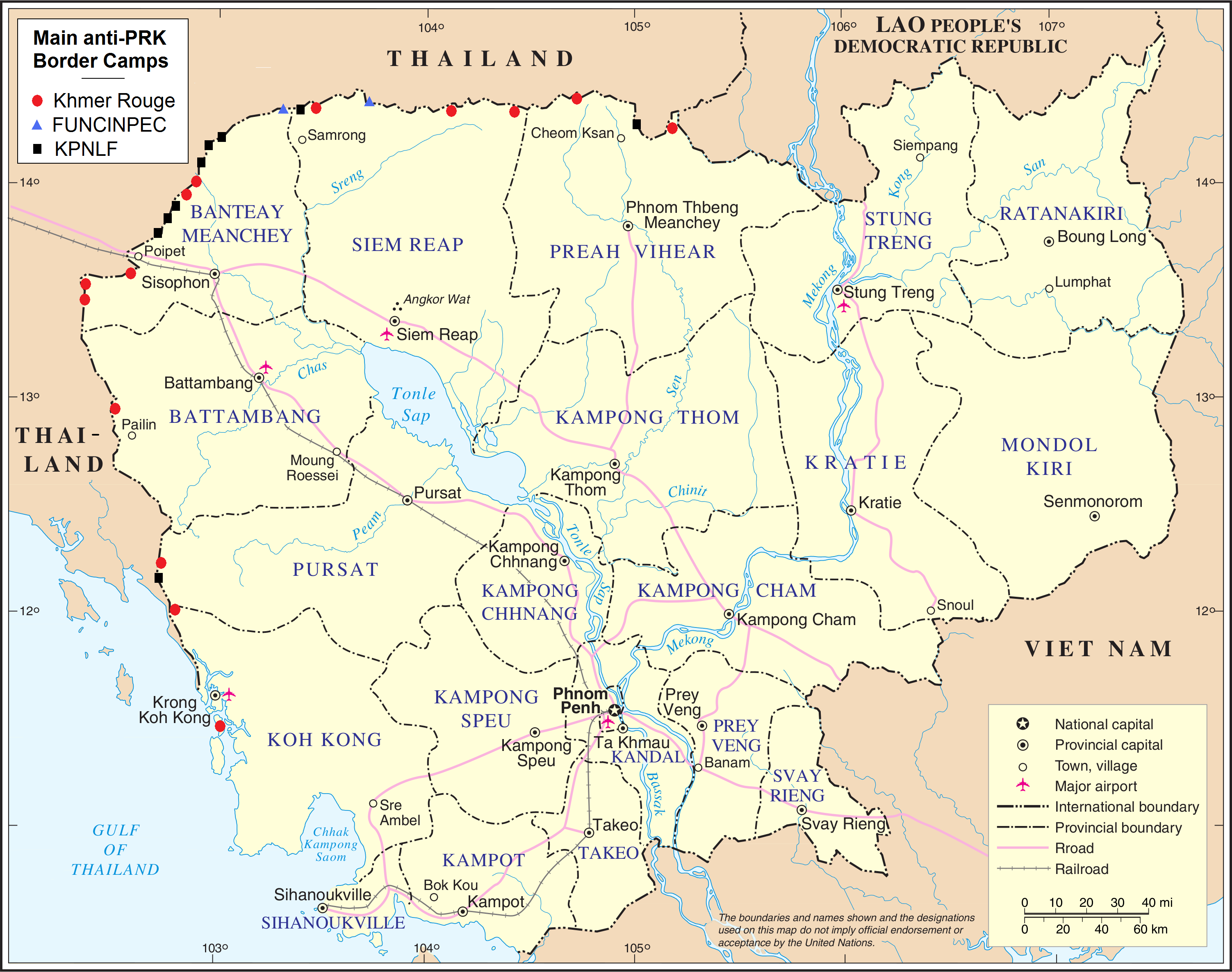
الخارطة الكمبودية تؤكد وجود بقايا الخمير الحمر عند الحدود الكمبودية التايلاندية.

## المرجع
- This article incorporates public domain text from the مكتبة الكونغرس July 1994, Retrieved on June 11, 2008.

## وصلات خارجية
- Wars of Vietnam: From the Beginning of the 20th Century to the Present
- Thai-Cambodian Border History in detail